# Willy Grömling
Willy Grömling (* 1914; † 1991) war ein deutscher Bäckermeister und Politiker (CSU).

## Leben
Grömling war Bäckermeister in Waldaschaff. Nach dem Zweiten Weltkrieg wurde er Mitglied der CSU und war dort ab Oktober 1946 Kreisvorsitzender im Landkreis Aschaffenburg. In der Kreistagssitzung vom 7. Januar 1948 wurde er auf Vorschlag der CSU anstelle von Alfons Goppel, dessen Wahl vom bayerischen Innenministerium mit Hinweis auf seine NSDAP-Mitgliedschaft nicht bestätigt wurde, in das Amt des Landrates des Landkreises Aschaffenburg gewählt. Im selben Jahr nominierte ihn eine Delegiertenversammlung als Kandidaten für den Bayerischen Landtag. Grömling lehnte jedoch ab, um seine Arbeitskraft auf ein Amt konzentrieren zu können. Auch ein Herz- und Nervenleiden dürfte eine Rolle gespielt haben.
Bei der Kommunalwahl 1952 wurde Grömling per Direktwahl als Landrat bestätigt. Am 6. März 1953 wurde er vom Amt suspendiert und am 5. April 1957 dienstenthoben.